# Shoreditch

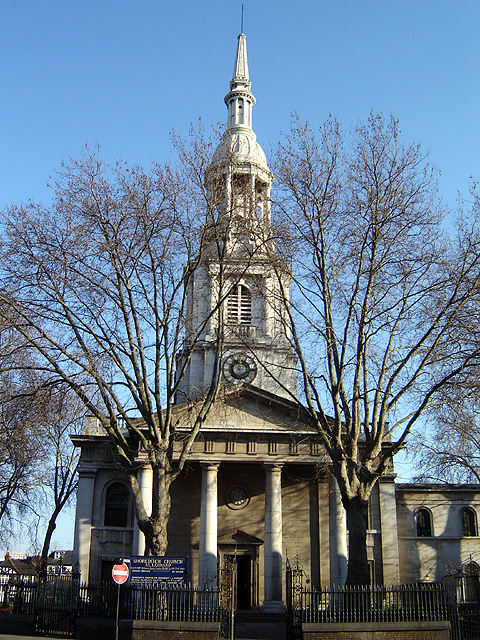
Igreja de São Leonardo, em High Street, Hackney, Londres

Shoreditch é um distrito no borough de Hackney, na Região de Londres, na Inglaterra, e em parte no borough de Tower Hamlets. É uma zona edificada no centro da Região de Londres, imediatamente ao norte da região, localizada a 2,3 milhas (3,7 quilômetros) a nordeste de Charing Cross. Situa-se no ponto em que convergem cinco distritos postais.

## Pubs
De entre os vários pubs em Shoreditch destaca-se o Callooh Callay Bar, que foi classificado como "o quarto melhor sitio em Londres para beber" pelo jornal The Guardian em 2010.